# Calvinistische republiek

Steden onder calvinistisch bewind (1577–78)

Het begrip calvinistische republiek is de standaardaanduiding voor de korte periode tijdens de Nederlandse Opstand waarin voornamelijk Belgische steden de traditionele stadsmagistraat vervingen door een revolutionair bewind met republikeinse elementen, gedomineerd door calvinisten:
- Brussel (1577–1585), zie Brusselse republiek
- Gent (1577–1584), zie Gentse Republiek[1]
- Amsterdam, zie Alteratie (Amsterdam)
- Antwerpen (1579–1585), zie Antwerpse Republiek
- Brugge (1578–1584), zie Geschiedenis van Brugge#16e eeuw
- Mechelen (1580–1585), zie Calvinistisch bewind van Mechelen.

Naar Brussels voorbeeld kregen deze steden doorgaans een Comité der XVIII. Door militair ingrijpen vanuit Gent werden ook calvinistische XVIII-mannen geïnstalleerd in Oudenaarde (16 februari 1578), Kortrijk (10 maart), Hulst (15 maart), Brugge (20 maart), Ieper (20 juli) en Duinkerke. Deinze en Dendermonde sloten zich vrijwillig aan.
Daarnaast wordt calvinistische republiek ook wel in ruimere zin gebruikt als aanduiding voor republieken die langere tijd werden gedomineerd door calvinisten, zoals:
- Genève ten tijde van Johannes Calvijn (1536–1564)
- Republiek der Zeven Verenigde Nederlanden (1581/'87–1795)[2]